# Vatican (Louisiane)
Pour les articles homonymes, voir Vatican (homonymie).
Vatican est une communauté non constituée en municipalité, dans la paroisse de Lafayette en Louisiane aux États-Unis,.
La communauté est appelée selon la Cité du Vatican avec des noms de rues telles que la rue du Vatican ou la rue du Pape. Elle se situe près de l'intersection de l'autoroute 83 de Louisiane et la route du Vatican